# Zona bioapicolă din Podișul Transilvaniei
Zona bioapicolă din Podișul Transilvaniei ocupă teritoriul dintre Munții Apuseni și lanțul Munților Carpați. Clima se caracterizează prin temperaturi medii anuale de 8°C (primăvara 8°C, vara 18°C, toamna 9°C, iarna 1°C) și precipitații anuale de 600-700 mm. 
Flora meliferă de bază o formează fânețele, pășunile și culturile agricole specifice acestei zone. Masivele de salcâm și tei se prezintă fărâmițate în grupuri mici sau în localități, tipul de cules este de întreținere, oferit în principal de fânețe. Celelalte specii, din cauza condițiilor de climă mai puțin prielnice, oferă culesuri foarte slabe. Pentru realizarea de producții de miere marfă, este necesară organizarea pastoralului la masivele de salcâm, tei, sau culturile de floarea-soarelui din alte zone bioapicole.